# Senkevytchivka
Senkevytchivka (ukrainien : Сенкевичівка) est une commune urbaine de l'oblast de Volhynie, en Ukraine. Elle compte 1 236 habitants en 2021.